# 後甲
後甲，是臺灣臺南市東區的一個傳統地域名稱，位於該區北部。相較於今日行政區，其範圍大致包括大學里不含北部、小東里不含北部（東和路以北區域）、莊敬里不含西北端（東和路以北區域）、東明里、東光里、後甲里、中西里東北大半部、東安里東端、崇誨里、衛國里、新東里、龍山里北部邊界地帶中偏東段、裕農里。整體而言，約為北界東和路、小東路，南界裕農路，西界勝利路、勝利路52巷、長榮路二段170巷、32巷、衛國街，東界裕永路、中山高速公路之間的區域。

## 歷史
後甲位於台灣府城東側，以西與台灣府城小東門和東外城的東郭門為界。在日治初期，隸屬於台南廳永康下里後甲庄；1920年行政區劃改制時，劃為臺南州臺南市的後甲大字。日治後期曾俗稱白川町。

## 地理
後甲位於臺南臺地，地勢呈西高東低，也是柴頭港溪和德慶溪的發源地，東側有後甲里斷層造成的明顯斷層崖，向東傾斜15至30度。聚落除了後甲，還有較小型的聚落如許厝甲和草店尾。戰前的土地利用，多為耕地。而斷層崖處多為墓地。日治時期，部分軍事設施落腳後甲。戰後隨著市區東移、加上國軍釋出土地，大致已開發成為住宿區、商業區。

## 設施
日治時期
- 長老中學校（今 長榮中學）
- 長老教女學校（今 長榮女中）
- 台南高等工業學校（今 成功大學成功校區）
- 台南競馬場
- 騎兵營

戰後
- 陸軍平實營區、精忠三村（今 平實公園、東台南副都心）
- 台南紡織後甲總廠（今 南紡購物中心）
- 成功大學勝利、自強、東寧校區
- 後甲國中
- 東光國小
- 慈幼工商
- 後甲公墓，2015年開始遷葬[3]。

## 交通
- 後甲圓環
- 台南捷運平實轉運站預定地